# 2008年6月香港暴雨
2008年6月7日，香港因暴雨引發水災，造成2死、16傷。早上8時至上午9時的一小時內，天文台總部錄得145.5毫米雨量，一度創下1小時最高降雨量紀錄。而6月7日全日錄得的雨量達307.1毫米，是6月份第5最高單日降雨量紀錄，也是繼2005年8月暴雨之後的最高日雨量，位列有紀錄以來第14位。

## 雨量
一道活躍低壓槽於5月29日已開始影響華南沿岸地區及南海北部，該區持續有驟雨及雷暴，天文台於6月5日已預料隨後兩日天氣持續惡劣，有頻密狂風大驟雨及強烈雷暴，單是於6月6日日間，尖沙咀天文台總部已錄得130.8毫米雨量，黃色暴雨警告信號亦一度生效兩個多小時。至6月7日日出時份，廣闊的強雷雨帶（一說是低壓中心）開始影響香港，而且主要集中在大嶼山、九龍與香港島。暴雨高峰期為早上8時至上午9時，天文台總部錄得145.5毫米雨量，一度是天文台成立以來最高整點每小時雨量，只僅次於2023年9月7日的158.1毫米。廣泛地區雨量超過300毫米，東涌一帶全日更錄得逾400毫米雨量。時任行政長官曾蔭權形容為「百年一遇」，香港土木工程拓展署更推算為「每1100年一遇」的暴雨。

## 暴雨警告信號
香港天文台於凌晨5時15分發出黃色暴雨警告信號，雨勢增大，隨後在5時55分發出紅色暴雨警告信號。其後東區及南區分別錄得112毫米及101毫米雨量，西貢區亦錄得86毫米。鑑於雨勢加劇，天文台於早上6時40分發出黑色暴雨警告信號。黑色暴雨警告信號維持4小時20分鐘，為2001年9月以來最長。隨著雨勢減弱，天文台在上午11時正改發紅色暴雨警告信號，再於11時半改發黃色暴雨警告信號，但在大埔仍下大雨的情況下，黃色暴雨警告信號維持2小時，直至下午1時半，天文台才能取消所有暴雨警告信號。山泥傾瀉警告6月7日凌晨1時10分生效至6月8日中午12時正。

## 災情

### 新界
早上6時半，屯門青山公路舊咖啡灣一幅20噸重的護土牆及山泥突然塌下，壓著一間「前舖後居」（即前部是商店，後部是居所）的士多，屋內一對由中國內地來港探親的夫婦在睡夢中被困。而住在隔壁的一家四口，包括一對夫婦及兩名女童，幸好及時逃出，並無受傷。附近居民在事發時聽到巨響，並嘗試徒手挖掘山泥救人，但不成功。消防員到場隨即展開救援，但搜救非常困難，消防先鋸開已坍塌下的護土牆，再用吊臂車運走，其後不停用人手挖掘，經過12小時的努力，終在傍晚6時半後發現2人的遺體。

### 九龍
6月8日下午1時，紅磡道北行方向的一段路面，疑因抵受不了日前連場暴雨的沖刷，地面連地底大量沙泥一併下陷，形成長20米、闊10米及深5米的大型破洞，剛好橫跨3條行車線。坑洞足可容納一部大型旅遊巴，地底一段污水渠亦被沖毀，不停有水在坑洞內流動。有接報到場的警員表示幸好當時無車輛經過，否則後果不堪設想。紅磡道為紅磡至東九龍的主要道路，受事件影響，多條巴士線要改道，亦增加附近路面的負荷，對前往東九龍一帶上班上學的市民構成不便。

### 香港島

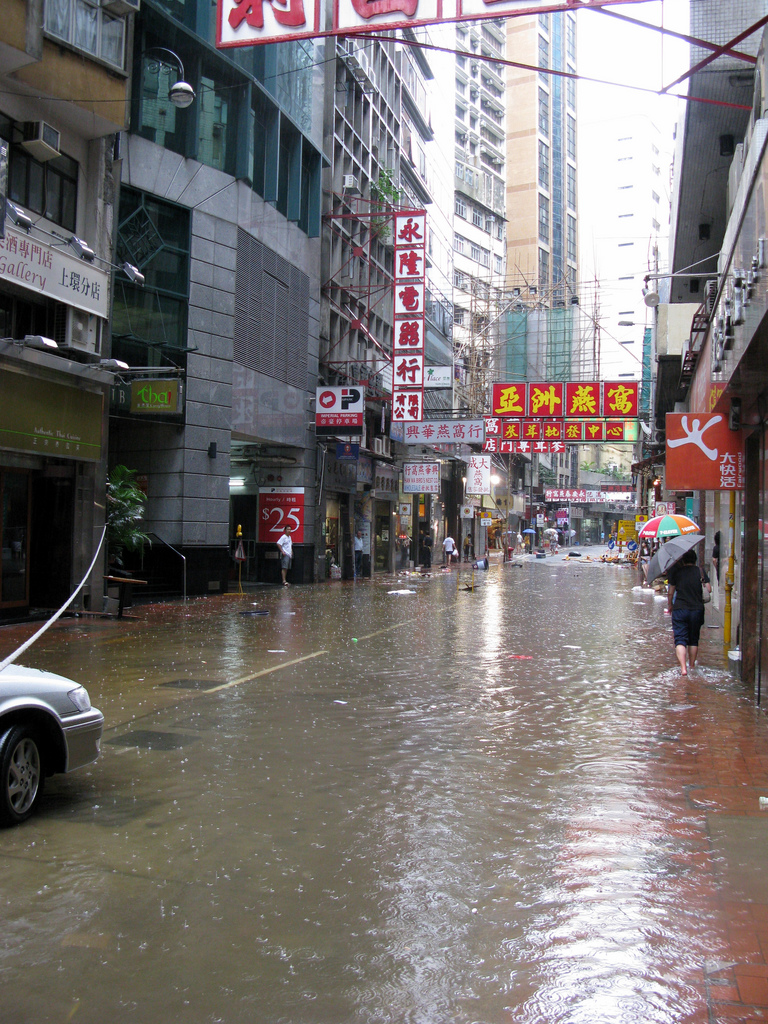
上環水浸情況

港島多處發生水浸事故。上環永樂街、德輔道西俗稱海味街一帶經常發生水浸，水深最高達1.5米，一度到胸口。有海味店東主說，早上最大雨時店內水深一度及膝，損失以百萬元計。渠務署出動32隊人，負責清理渠口，又透過短訊通知商戶。處方解釋，上午雨勢特大，雨量已相等於全年的一成半，加上中午適值大潮，出現海水倒灌，所以雖然處方於暴雨前在該區進行排水改善工程，但區內仍然嚴重水浸。薄扶林村有村屋下層被洪水淹浸，村內一名女子及兩名男童受輕傷送院。港島市區多條道路出現水浸，較嚴重的有跑馬地大坑道、石塘咀薄扶林道、水街與山道、灣仔黃泥涌道與天樂里及黃竹坑黃竹坑道，水深及膝，汽車拋錨，途人險象橫生。堅尼地城亦發生山泥傾瀉，西環邨旁一幅天然斜坡塌下，大量山泥湧入加惠民道前警察宿舍最低數層及對出空地，幸好該宿舍已空置，亦無途人經過空地，否則可造成死傷。大雨過後香港13幅斜坡潛在極高山泥傾瀉危險，包括香港大學周亦卿樓後的山坡。大雨期間，香港大學黃克兢樓亦遭水浸。

### 大嶼山
三年前遭受持續暴雨蹂躪的大嶼山，這次再次受到暴雨重擊，災情可比上次更嚴重。

#### 北大嶼山公路及翔東路泥石流

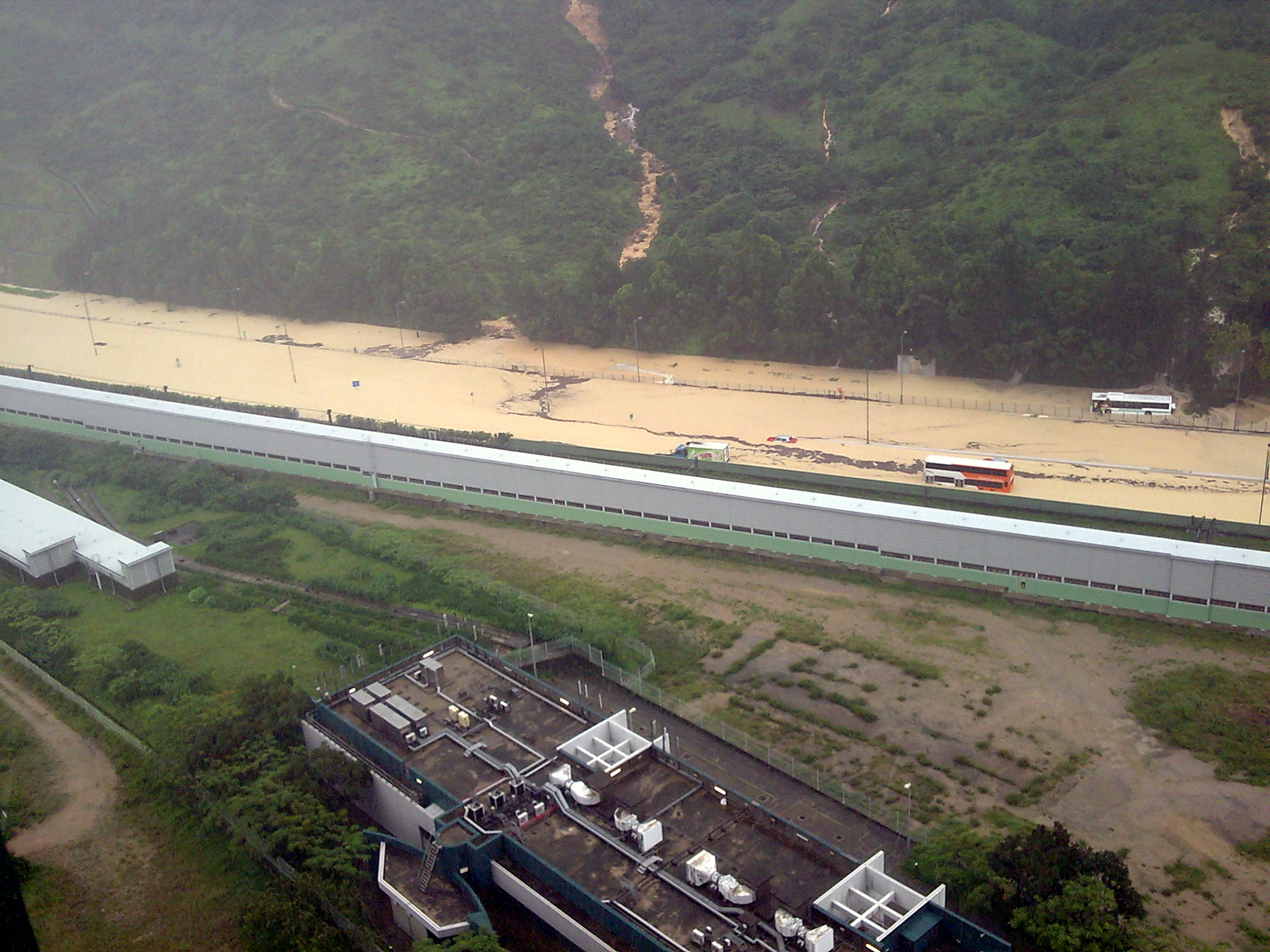
北大嶼山公路及翔東路被泥石流徹底淹沒，洪水完全覆蓋北大嶼山公路6條來回行車線，機場來往市區路面交通中斷，只能靠港鐵連繫。

北大嶼山公路發生通車以來最嚴重的水浸事故，近東涌映灣園在黑雨警告生效期間出現泥石流，山泥夾雜洪水湧下公路，把來回程6條行車線和翔東路2條行車線全部淹浸，水深達3米。多輛汽車（包括一輛龍運巴士）拋錨及被困水中，乘客和司機要由消防員協助離開，有小型貨車浸至沒頂，的士亦被水浸至車窗的高度。來往市區與機場及東涌市的陸路交通立即癱瘓，受影響期間乘客只能靠港鐵出入。直至下午4時許，當局才局部開放公路，至6月8日早上才全面重開。北大嶼山公路全線封閉期間，港鐵加密機場快綫服務至8分鐘一班，疏導受影響的乘客。港鐵在6月8日上午再度加強機場快綫服務，凌晨5時50分開出第一班列車，每8分鐘一班。巴士方面，所有由市區開往東涌或機場的巴士，全部改往欣澳站或青衣站；而東涌或機場開往市區的巴士路線，除S1外，全部停駛。而開往迪士尼樂園的龍運及城巴則不受影響。

#### 大澳及昂坪對外聯繫及供水中斷
由於大澳道、東涌道及羗山道等路段發生山泥傾瀉，大澳、昂坪對外陸路交通停頓；同時多條食水管在暴雨中爆裂，令整個大澳區的食水供應停頓，2千多名居民受影響，水務署人員加緊搶修，並派出水船到大澳碼頭為居民提供臨時食水，至災後第4天仍未恢復供應自來水。而大部份居民一直倚賴石油氣煮食，但自暴雨中斷陸上交通後，罐裝石油氣的運送亦告中斷；此外，大澳的固網及流動電話服務亦在暴雨下中斷，事後電訊管理局與電訊商協調搶修，翌日中午恢復服務。行政長官曾蔭權於翌日下午乘坐直升機巡視大澳道、羗山道一帶塌山泥災情，及主動問候大澳居民受災情況，又表示今次暴雨是「百年一遇」。昂坪對外交通自暴雨後中斷，至6月9日未恢復。昂坪360用作傳送纜車操作訊號的光纖雖然受到損毀，但仍提供特別服務，安排居民外出。另一方面，寶蓮寺在暴雨中變成大澤國，被迫封寺兩周，寶蓮寺住持釋智慧法師更表示住進昂坪已72年，從未遇見這樣嚴重的水浸事件。

## 影響

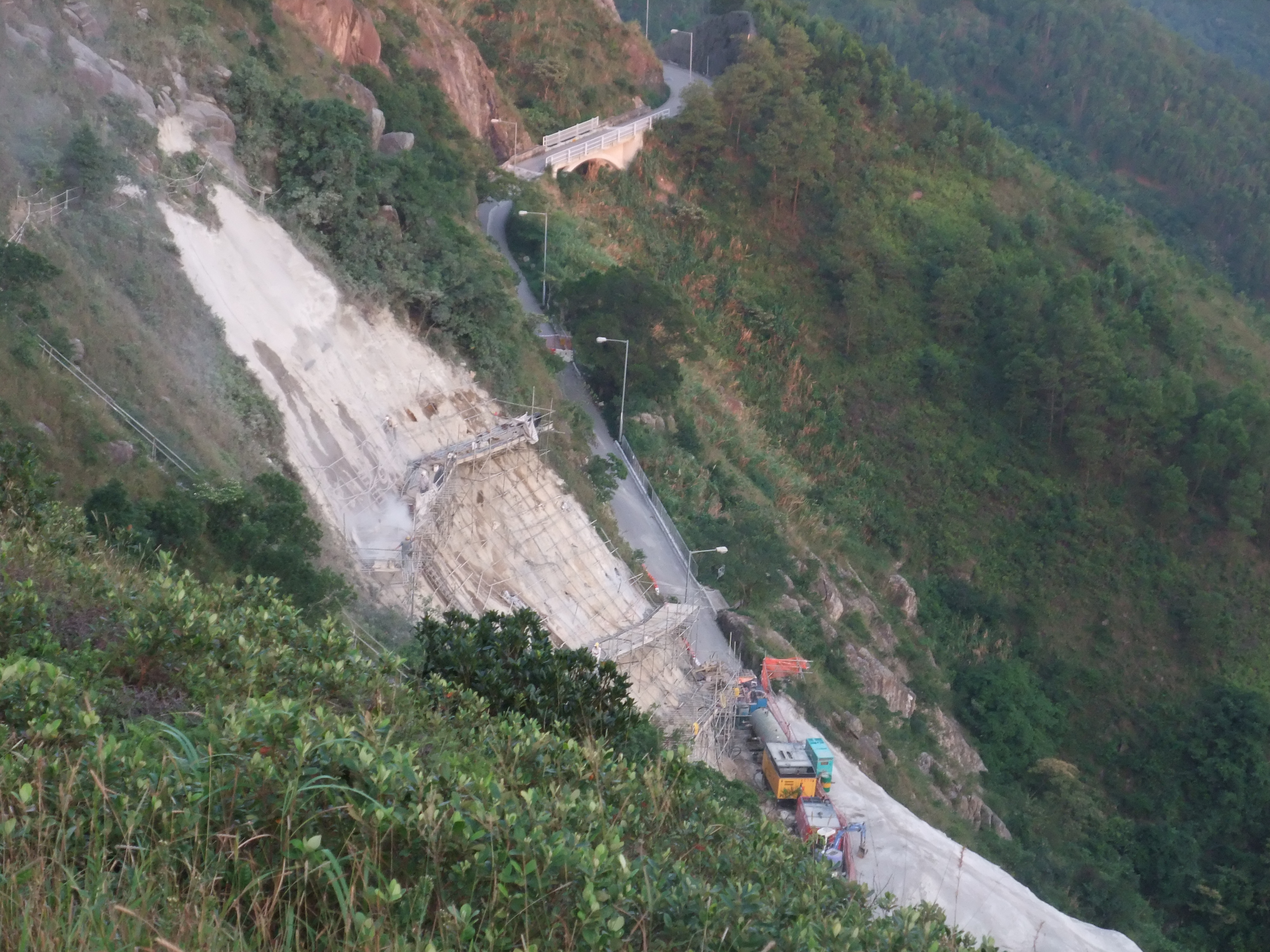
沙田坳道斜坡維修工程

- 當局共收到326宗山泥傾瀉及539宗水浸報告。
- 受惡劣天氣影響，6月7日全日有大約410班航機延誤，14班需要取消。[18]
- 香港濕地公園及香港迪士尼樂園需於上午暫停開放。
- 由於山泥傾瀉引致一段光纖電纜損毀，令昂坪360無法運作。期間，昂坪纜車暫停數天。
- 銀行及司法機構全日暫停辦公。
- 教育局原定於同日舉行的「2008–09年度小一統一派位結果」延期，各派位中心亦全日暫停開放[19]。
- 不少郊遊路徑需要暫時封閉，其中麥理浩徑第8（鉛礦坳至荃錦坳）及第10段（田夫仔至屯門）、大嶼山鳳凰徑第4段（昂坪至深屈道）、石壁郊遊徑（貝納奇小徑）及羗山郊遊徑需重新定線。

## 同月其他暴雨
2008年6月13日，香港再度出現暴雨。香港天文台在晚上9時40分發出黃色暴雨警告信號、晚上10時15分發出紅色暴雨警告信號，翌日凌晨2時50分改發黃色暴雨警告信號，至凌晨4時10分取消所有暴雨警告信號。
6月25日，受颱風風神正面吹襲香港的影響，香港天文台於當日凌晨5時15分發出黃色暴雨警告信號，早上6時正發出紅色暴雨警告信號，上午10時10分改發黃色暴雨警告信號，至下午12時20分取消所有暴雨警告信號。這是少數在八號熱帶氣旋警告信號發出期間同時發出紅色暴雨警告信號。另外於6月26日，風神的殘餘雨帶亦為香港帶來暴雨，天文台於早上8時半及8時50分再度發出黃色及紅色暴雨警告信號，至上午10時正直接取消所有暴雨警告信號。
2008年6月，香港天文台共錄得雨量1346.1毫米，成為香港有紀錄以來最多雨量的月份。

## 圖像

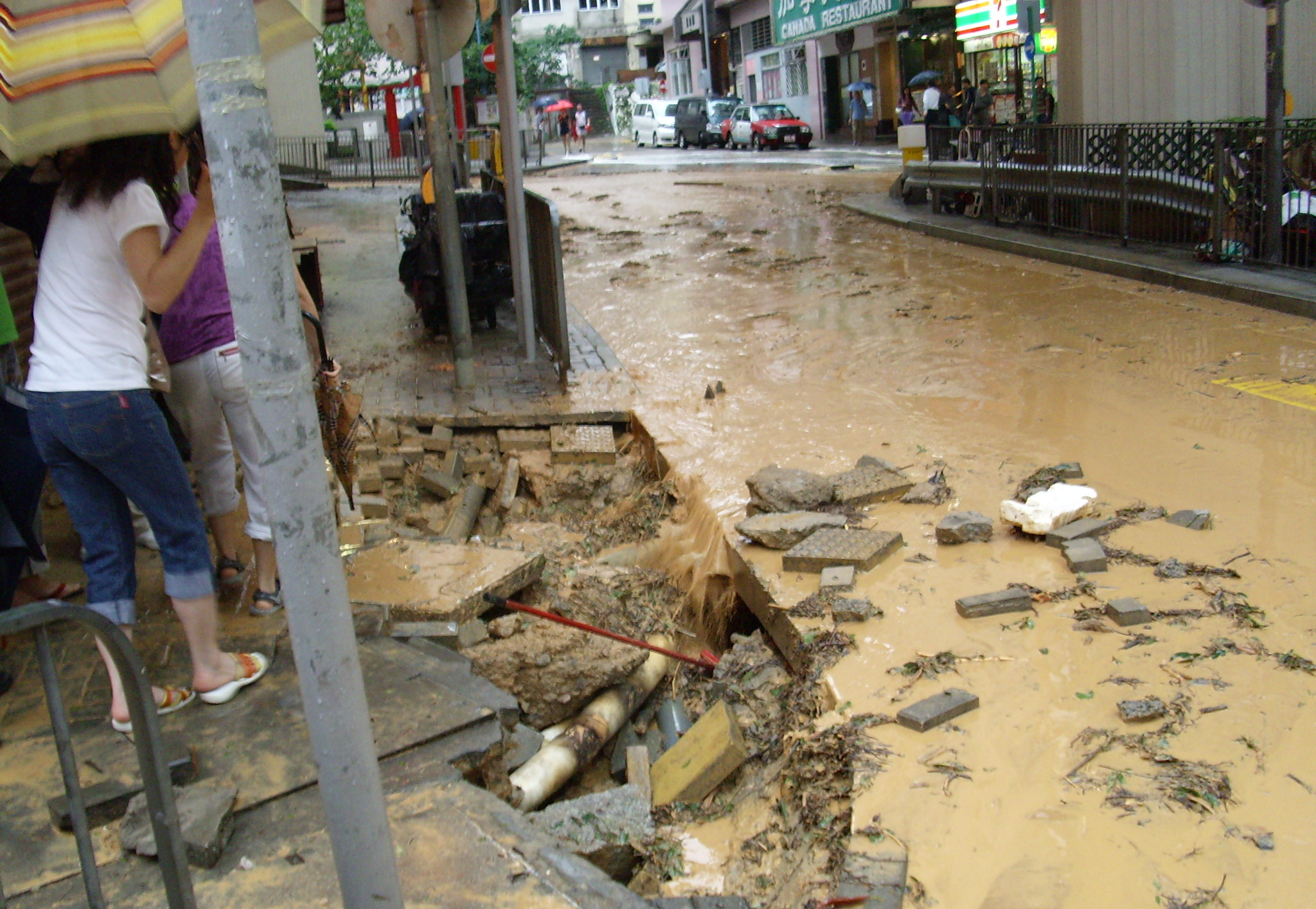
石塘咀山道嚴重水浸，導致道路崩塌
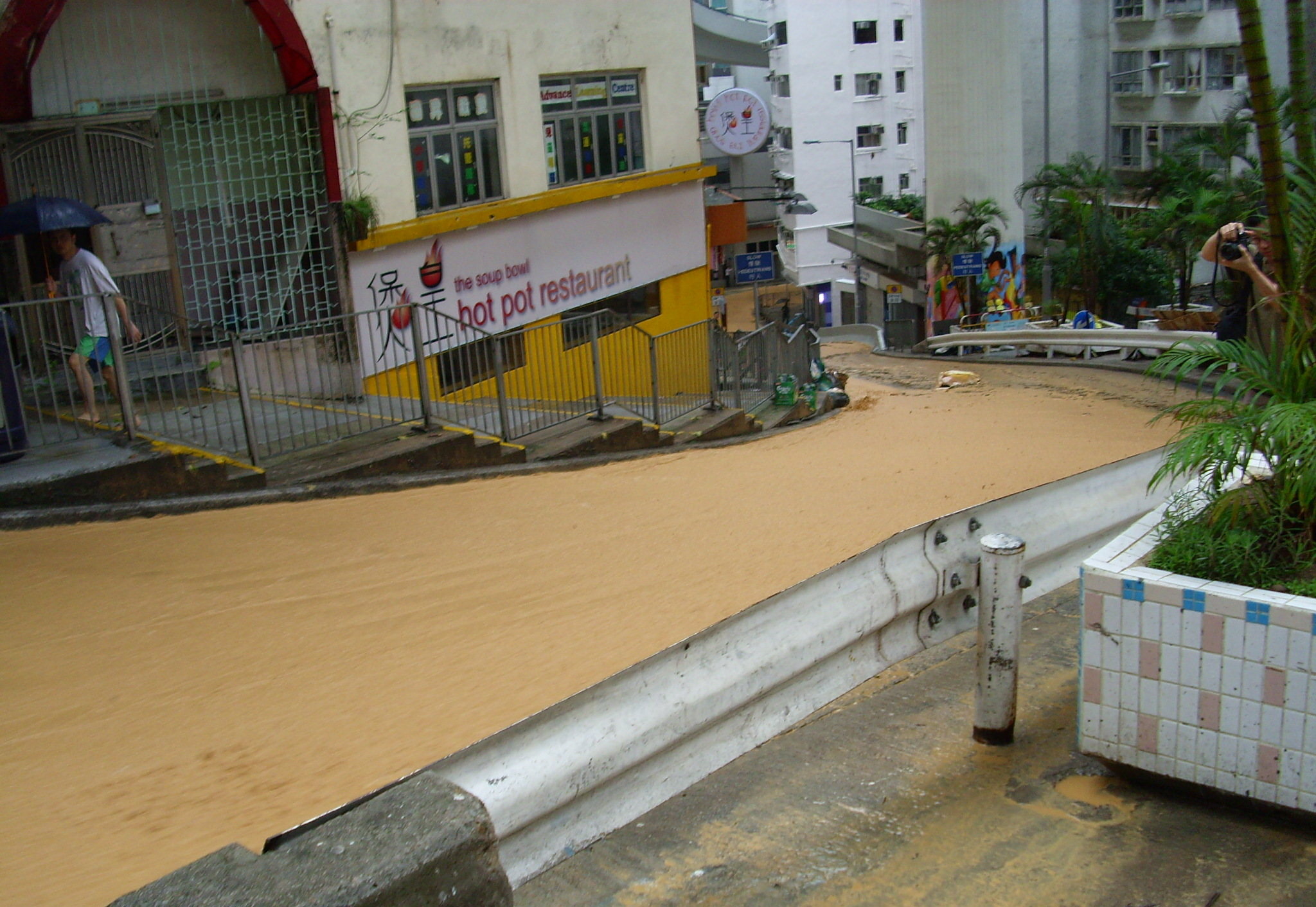
石塘咀山道的馬路彷彿成了一條黃河
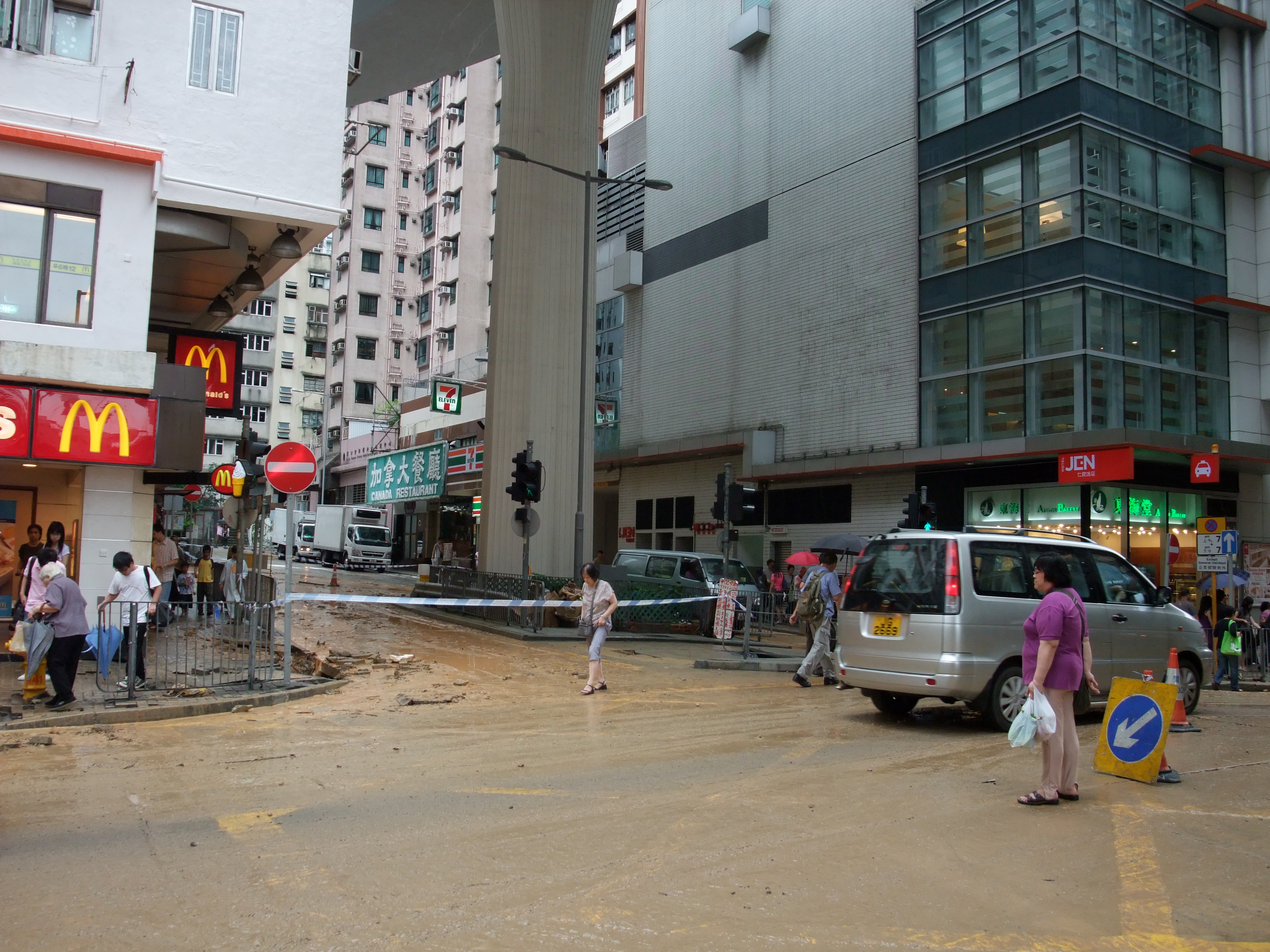
石塘咀山道和皇后大道西交界，水退後路面滿佈泥濘，部分路面被水沖毀
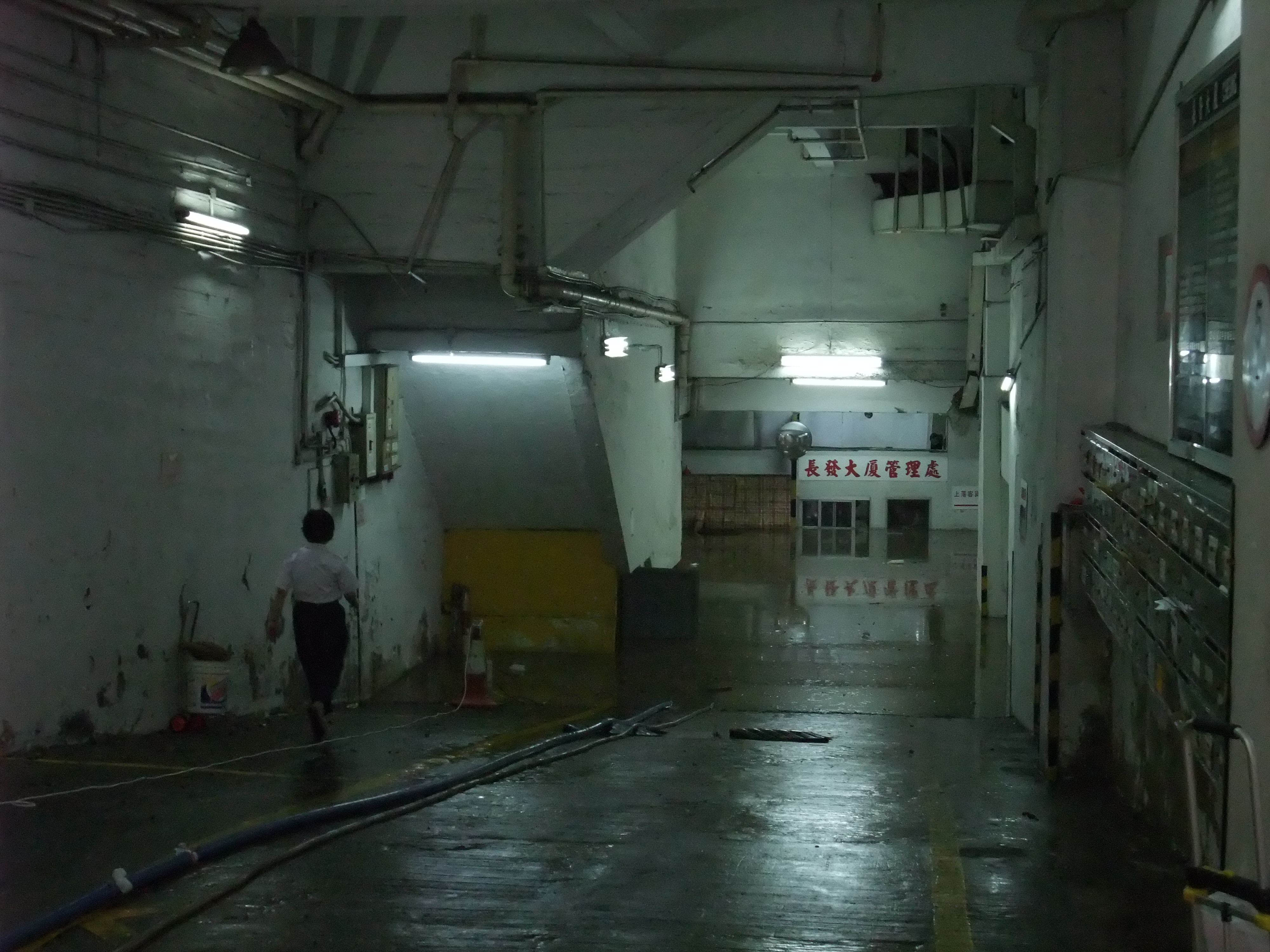
石塘咀山道長發大廈的地庫停車場被泥水淹沒，遠景中的管理處大門只有一小半露出水面

## 連結
- BBC NEWS | Asia-Pacific | Floods in Hong Kong（页面存档备份，存于）